# Командование тыловым районом группы армий
Командование тыловым районом группы армий (нем. Befehlshaber des Rückwärtigen Heeresgebietes) — орган военного управления в тыловом районе группы армий вооружённых сил Германии (вермахта), на оккупированных территориях СССР во время Второй мировой войны. Эти районы были местами массовых убийств во время Холокоста и других преступлений против человечности, направленных против гражданского населения.
Командование осуществляло управление тыловыми зонами военной юрисдикции каждой из трёх групп армий вермахта с начала германского вторжения в Советский Союз в 1941 году, до освобождения этих территорий силами Красной армии в 1944 году.

## Предыстория
На ранних этапах планирования вторжения в Советский Союз, было предусмотрено подчинение тыловых районов соответствующим армиям, как это было во время вторжения в Польшу. Однако к началу апреля 1941 года военные планировщики решили ограничить районы армейской юрисдикции тыловых районов армий, а основную часть территории тыла должно было контролировать командование тыловыми районами групп армий.
Планировщики считали, что оккупированные территории быстро перейдут под гражданское управление. Таким образом, директивы обязывали командующих тыловыми районами групп армий сосредоточиться на безопасности линий связи и важных военных объектах, таких как склады и аэродромы. Тыловые районы групп армий также отвечали за передачу военнопленных в тыл.

## Организация
Тыловой район группы армий на востоке граничил с тыловыми районами действующих армий, а на западе простирался до областей, находившихся под административным управлением рейха (например, до имперского комиссариата Остланд).
В задачи командующего тылового района группы армий (нем. Befehlshaber des rückwärtigen Heeresgebietes, сокращённо Berück), который непосредственно подчинялся командующему группой армий, входило:
1. Управление оккупированными районами.
2. Поддержание спокойствия и порядка в этих районах.
3. Ответственность за сохранность железных дорог и главных линий снабжения фронта.

Для выполнения этих задач он имел в своем распоряжении следующие подразделения:
1. Охранные дивизии.
2. Подразделения немецкой полиции.
3. Местная полиция и фельдъегерские части, комплектовавшиеся из местного населения.
4. Местные стрелковые батальоны.
5. Зондеркоманды, на которые возлагался, например, контроль за сельскохозяйственным производством, за лесным хозяйством, горнодобывающей промышленностью и использованием местных промышленных предприятий.

Для управления гражданским сектором в тыловых районах группы армий обычно создавались следующие командные инстанции:
- Главные полевые комендатуры.
- Полевые комендатуры.
- Местные комендатуры.

Полевые комендатуры (фельдкомендатуры), были подчинены главным полевым комендатурам, а гарнизонные (местные) комендатуры, в свою очередь, подчинялись фельдкомендатурам. Комендатуры занимались обеспечением безопасности в оккупированных районах и охраной тыла, а также организацией органов гражданского управления из местных коллаборационистов, контролем за их работой, и выявлением и использованием различных материальных ресурсов для ведения войны. В полевых комендатурах были следующие отделы: военный, полиции, сельскохозяйственный, транспортный, регистрации и прописки населения, по делам военнопленных и казначейство. В гарнизонных комендатурах имелись: отделение по работе и организации (Ia), отделение автотранспорта (Ib), офицерский личный состав (IIa), унтер-офицерский и рядовой личный состав (IIb; это отделение также было ответственно за «еврейский вопрос», надзор за ценами и выдачу пропусков), судебное отделение (III; также ведало вопросами противовоздушной обороны, квартирами, трофеями и складами), казначейство (IV). Численность личного состава каждой из комендатур обычно не превышала нескольких десятков человек. Комендатуры возглавлялись, как правило, старшими офицерами, а в крупных городах — генералами.
Военные комендатуры помогали подготовить осуществление холокоста на территории СССР. Так, в июле 1942 года полевая комендатура Брянска приказала начальникам районов, старшинам и старостам провести регистрацию всех жителей по двум спискам: в список «А» включались граждане, проживавшие в данном населенном пункте до 22 июня 1941 года, а в список «В» заносились евреи, иностранцы, а также лица, приехавшие в населенный пункт после 22 июня, прибывшие из Красной Армии и состоявшие в коммунистической партии. Евреям было приказано носить на правой руке большую повязку с желтой звездой или кругом, а жителям других национальностей запрещалось приветствовать евреев. Именно комендатуры создавали еврейские гетто.
Командования тыловыми районами групп армий «Север», «Центр» и «Юг» отвечали за безопасность тыла в своих зонах ответственности. У каждого из них был штаб, подчиненный соответствующей группе армий, а также отчитывающийся перед генерал-майором вермахта Эдуардом Вагнером, который отвечал за безопасность в тылу.
Непосредственно обязанности по обеспечению безопасности тыловых районов, экономической эксплуатации гражданского населения, а также борьбы с партизанами выполняли девять охранных дивизий, которым, в свою очередь, были подчинены отдельные охранные полки и батальоны, военные комендатуры, и лагеря для военнопленных. Штатный персонал комендатуры составлял от 50 до 150 солдат и офицеров. Охранным дивизиям также подчинялись группы Geheime Feldpolizei (тайная полевая полиция) вермахта. Охранные дивизии, подчиненные командующим тыловыми районами групп армий, одновременно являлись и военными частями, и административными структурами, отличаясь от фронтовых дивизий по вооружению, структуре, и выучке. В отличие от фронтовых частей, укомплектованных военнослужащими в возрасте 28-30 лет, средний возраст военнослужащих охранных дивизий составлял 40 лет. Каждая группа армий располагала несколькими охранными дивизиями, командиры которых назначали полевых и местных комендантов в населенных пунктах.
Командиры тыловой зоны действовали параллельно с Высшими фюрерами СС и полиции (нем: Höhere SS- und Polizeiführer), назначенными главой СС Генрихом Гиммлером. Для ведения пропаганды среди гражданского населения каждому Командованию тылового района группы армий придавалась рота пропаганды. «Еврейские вопросы» входили в компетенцию седьмых отделов (военное управление) при командующих тыловыми районами, охранных дивизиях и полевых комендатурах.
На подконтрольных командованию тыловых районов групп армий территориях в период с июня 1941 года по май 1942 года было уничтожено 80 000 «подозреваемых партизан». В ходе антипартизанских операций было убито 1094 немецких военнослужащих.

## Командующие тыловыми районами группы армий

### Группа армий «Север»
- Франц фон Рок[10]
- Куно-Ганс фон Бот

### Группа армий «Центр»
- Макс фон Шенкендорф
- Людвиг Кюблер
- Эдвин граф фон Роткирх унд Трах

### Группа Армий «Юг»
- Карл фон Рок
- Эрих Фридерици[10]
- Иоахим Виттхёфт (тыловой район группы армий «В»)
- Фридрих Мит (тыловой район группы армий «Дон»)